# 23. november
23. november je 327. dan leta (328. v prestopnih letih) v gregorijanskem koledarju. Ostaja še 38 dni.

## Dogodki
- 1531 – konec druge švicarske državljanske vojne
- 1890 – Luksemburg postane ustavna dedna monarhija
- 1904 – konec tretjih olimpijskih iger moderne dobe, ki so se odvile v St. Louisu
- 1918 – Rudolf Maister je uspel razorožiti nemško varnostno stražo v Mariboru in jo razpustiti
- 1940 – Romunija pristopi k trojnemu paktu
- 1942 – Francoska Zahodna Afrika se pridruži Svobodni Franciji
- 1944 – Francoske svobodne sile osvobodijo Strasbourg
- 1960 – izstreljen vremenski satelit Tiros 2
- 1989 – več kot 300.000 ljudi v središču Prage zahteva demokratične spremembe (Praška pomlad)
- 1993 – delovati začne prva slovenska spletna stran, ki jo postavi ekipa Inštituta Jožef Stefan
- 2007 – pred obalo Antarktike se po trku z ledeno goro potopi potniška križarka MS Explorer, preživijo vsi potniki in člani posadke
- 2010 – Severna Koreja bombardira južnokorejski otok Yeonpyeong, v napadu umreta dva južnokorejska vojaka, osemnajst ljudi je ranjenih

## Rojstva
- 912 – Oton I., nemški cesar († 973)
- 1221 – Alfonz X., kastiljski kralj († 1284)
- 1553 – Prospero Alpini, italijanski zdravnik, botanik († 1617)
- 1616 – John Wallis, angleški matematik († 1703)
- 1715 – Pierre Charles Le Monnier, francoski astronom († 1799)
- 1718 – Antoine Darquier de Pellepoix, francoski astronom († 1802)
- 1747 – Žiga Zois, slovenski naravoslovec, mecen († 1819)
- 1752 – Maksimilijan Vrhovac, zagrebški škof († 1827)
- 1760 – François-Noël Babeuf, francoski revolucionar, novinar († 1797)
- 1829 – Anton Karinger, slovenski slikar († 1870)
- 1834 – James Thomson - Bysshe Vanolis, škotski pesnik († 1882)
- 1837 – Johannes Diderik van der Waals, nizozemski fizik, kemik, nobelovec 1910 († 1923)
- 1851 – Jonas Basanavičius, litovski zdravnik, folklorist, državnik († 1927)
- 1860 – Billy the Kid, ameriški razbojnik († 1881)
- 1876 – Manuel de Falla y Matheu, španski skladatelj († 1946)
- 1883 – José Clemente Orozco, mehiški slikar († 1949)
- 1887 – Boris Karloff, angleški filmski igralec († 1969)
- 1896 – Klement Gottwald, češkoslovaški politik in predsednik († 1953)
- 1901 – Marieluise Fleißer, nemška pisateljica († 1974)
- 1919 – Peter F. Strawson, angleški filozof († 2006)
- 1933 – Krzysztof Penderecki, poljski skladatelj in dirigent († 2020)
- 1935 – Vladislav Nikolajevič Volkov, ruski kozmonavt († 1971)
- 1992 – Miley Cyrus, ameriška filmska igralka in pevka

## Smrti
- 1310 – Abu al-Rabi Sulajman, marinidski sultan (* 1289)
- 1457 – Ladislav Posmrtni, avstrijski vojvoda, češki in ogrski kralj (* 1440)
- 1729 – Aleksandr Danilovič Menšikov, ruski politik (* 1673)
- 1826 – Johann Elert Bode, nemški astronom (* 1747)
- 1840 – Louis Gabriel Ambroise, vikont de Bonald, francoski kontrarevolucionar in konzervativni politični filozof (* 1754)
- 1844 – Thomas James Henderson, škotski astronom (* 1798)
- 1856 – Manuela Sáenz, južnoameriška revolucionarka (* 1797)
- 1864 – Friedrich Georg Wilhelm von Struve, nemški astronom (* 1793)
- 1875 – Friedrich Albert Lange, nemški filozof in sociolog (* 1828)
- 1880 – James Craig Watson, ameriški astronom (* 1838)
- 1899 – Thomas Henry Ismay, britanski poslovnež (* 1837)
- 1902 – Walter Reed, ameriški bakteriolog (* 1851)
- 1939 – Aleksander Aleksandrovič Ivanov, ruski astronom (* 1867)
- 1976 – André Malraux, francoski pisatelj, politik (* 1901)
- 1990 – Roald Dahl, britanski pisatelj norveškega rodu (* 1916)
- 1991 – Klaus Kinski, nemški filmski igralec (* 1926)

## Prazniki in obredi
- Slovenija – dan Rudolfa Maistra
- Japonska – dan zahvalnosti dela